# 日刊スポーツ杯争奪 スリアロトーナメント
日刊スポーツ杯争奪 スリアロトーナメント（にっかんスポーツはいそうだつ スリアロトーナメント）は、スリーアローズコミュニケーションズが主催する麻雀のタイトル戦である。後援：日刊スポーツ新聞社。
プロ雀士と麻雀愛好家、計16人が参戦する。競技ルールは一発・裏ドラあり、赤ドラなし。
大会の模様は、ニコニコ生放送で配信される。2015年からは、フジテレビONE、V☆パラダイスなどのスカパー!のチャンネルでも放送されている。

## 対局の仕組み
- 予選：16人を4人ずつ4組に分け、1人当たり3半荘で対局する。各組2位までの8人が準決勝に進出。
- 準決勝：8人を4人ずつ2組に分け、1人当たり3半荘で対局する。各組2位までの4人が決勝進出。
- 決勝：4人による4半荘。